# 양칭 (배우)
양칭(중국어 정체자: 楊晴, 병음: Yáng Qíng, 한자음: 양청, Jeanine Yang, 1991년 5월 10일 ~ )은 대만의 배우이다.

## 방송
- 원래1가인
- 슬기로운 학교생활
- 가유희사
- 비서구락부